# Real Betis
Club Betis Balompié, známý i jako Betis Balompié, je španělský fotbalový klub sídlící v Seville v autonomní oblasti Andalusie. Byl založen 12. září 1907. Domácí zápasy hraje na stadionu Estadio Benito Villamarín. Klubové barvy jsou zelená a bílá.
V sezóně 2005/06 se Betis stal prvním klubem z Andalusie, který se zúčastnil hlavní skupinové fáze Ligy mistrů UEFA v její novodobé podobě.
V sezoně 2010/11 postoupil Betis ze Segundy División do nejvyšší soutěže. V sezóně 2012/13 skončil v Primera División na 7. místě. V ročníku 2013/14 sestoupil do Segunda División.
Je držitelem jednoho titulu z Primera División, a to z roku 1935. Je prvním klubem z Andalusie, kterému se toto podařilo. V držení má také dvě prvenství ve španělském poháru Copa del Rey. Největším rivalem Betisu je městský soused Sevilla FC
Španělští králové Juan Carlos I. a Filip VI. jsou čestnými členy tohoto klubu.
Součástí historie tohoto klubu jsou i tři čeští fotbalisté a reprezentanti Alois Grussmann, Michal Bílek a Roman Kukleta, kteří v Betisu Sevilla působili v 90. letech.

## Historie

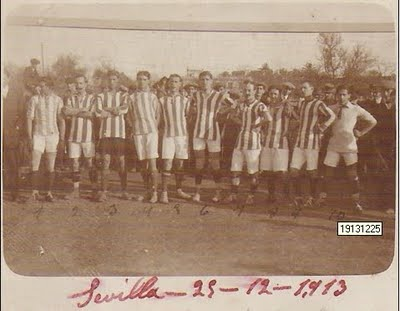
Sestava z roku 1913

Název klubu je odvozen od slova Baetis, což je římský název pro řeku Guadalquivir. Betis je opravdu věrný svému přízvisku Real, což znamená královský. Členy klubu byly po celou dobu historie významné aristokratické rody, včetně královské rodiny. Král Alfonso XIII. se v roce 1914 stal dokonce oficiálním patronem klubu.

### Založení
Největší rival Sevilla FC byl založen již v roce 1905. Betis byl tedy založen až jako druhý klub v andaulsijské Seville pod názvem Sevilla Balompié. Ono slovo Balompié se dá přeložit jako fotbal (balom=míč, pié=noha). Balompié byl založen studenty Polytechnické Akademie.

### Od 30. do 90. let
Nejúspěšnější období pro Betis přišlo ve třicátých letech, kdy v roce 1935 získal svůj jediný titul. Další období nebylo pro Betis zrovna růžové. Potácel se napříč několika soutěžemi, dokonce zavítal i do Tercera División. Další velký úspěch se dostavil až v roce 1977, kdy ve finále španělského poháru Copa del Rey porazil velmi zkušeného pohárového soupeře Athletic Bilbao. Po prodloužení byl stav nerozhodný 2:2, a tak přišly na řadu penalty, ve kterých Betis zvítězil 8:7.

### 90. léta
Na začátku 90. let se Betis opět ocitl ve druhé lize, Segunda División. V první sezóně mezi druholigovými celky se probojoval do baráže, ale neuspěl proti Deportivu La Coruña. Změny napříč španělským fotbalem navíc klub nutily přeměnit se na jiný typ obchodní společnosti, což přimělo fanoušky finančně klub podpořit, jenže vybraná částka (400 milionů peset) nestačila.
Pod vedením trenéra Lorenza Serry Ferrera si sevillské mužstvo zaručilo účast v první lize pro sezónu 1994/95. Za rozmachem stál mimo jiné prezident klubu Manuel Ruiz de Lopera, podnikatel a klubový viceprezident od roku 1991, který se hlavní role v klubu ujal o rok poté. V roce 1992 totiž odkoupil klubový podíl za částku přes jeden milion peset.
Ač v roli nováčka, Betisu se podařilo umístit třetí a v Poháru UEFA následující rok dosáhlo mužstvo osmifinále (3. kolo). Během sezóny 1996/97 se umístilo čtvrté a mělo možnost zahrát si finále Copa del Rey proti Barceloně. Katalánský soupeř ale uspěl v prodloužení. Následně byl jako trenér oznámen Luis Aragonés, ten ale setrval jediný rok.
S týmem však prošel až do čtvrtfinále Poháru vítězů pohárů (vypadl s Chelsea).
Roku 1998 na sebe Betis upozornil angažováním talentovaného brazilského křídla Denílsona za tehdy rekordní přestupovou částku (v přepočtu 21 milionů liber).
Další posilou na křídlo se stal Finidi George.
Výsledky se zhoršovaly a v sezóně 1999/00 Betis sestoupil.

### Po roce 2000

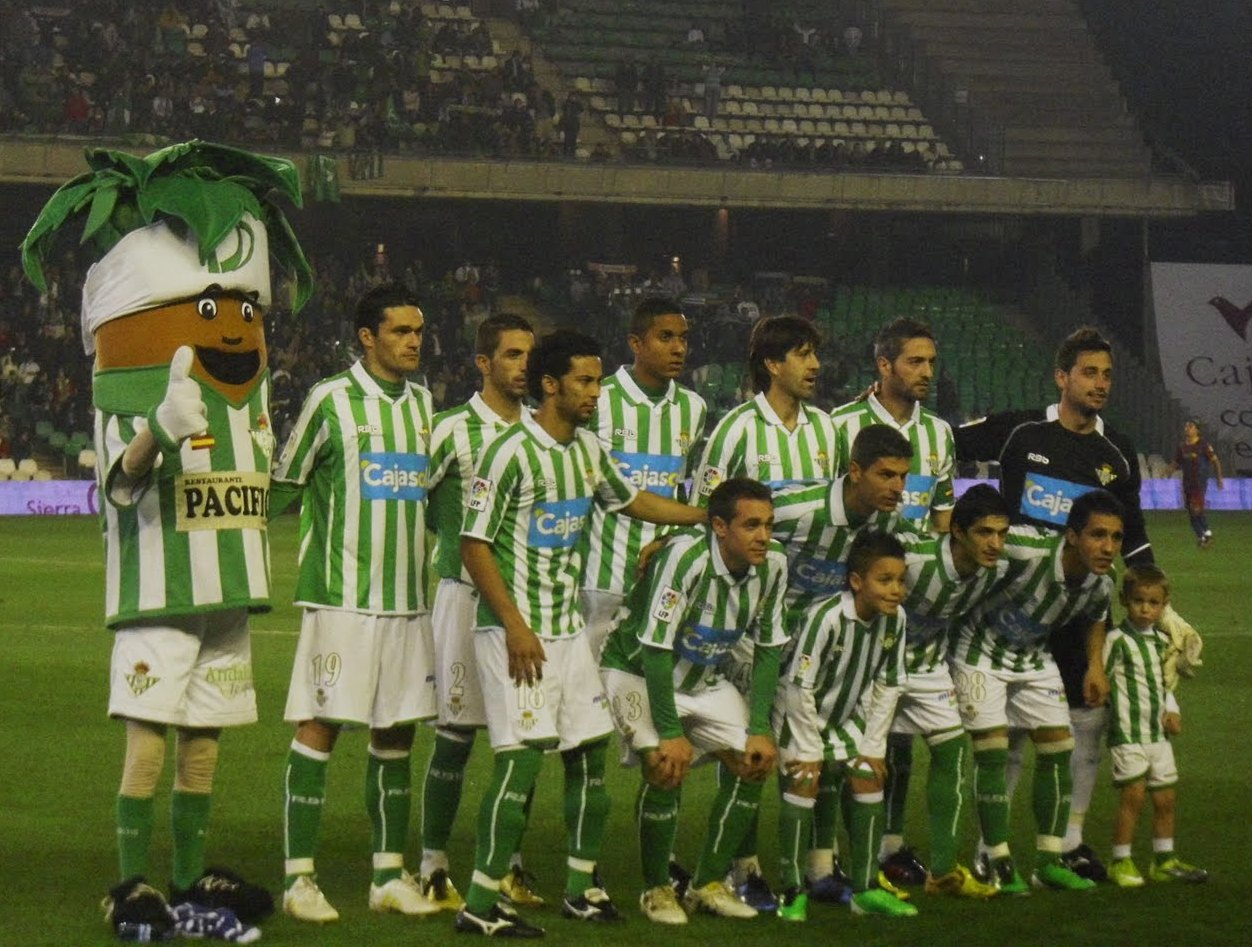
Vítěz Copa del Rey 2005

Betis se ve druhé lize nezdržel a dva zápasy před koncem sezóny 2000/01 si zajistil návrat mezi prvoligové. Do základní sestavy se probil Joaquín, křídlo. Úvodní sezóna skončila umístěním v horní polovině tabulky a kvalifikací do evropských pohárů, o což se zasadil trenér Juande Ramos.
V roce 2004 se podruhé chopil trenérské role Serra Ferrer, dosáhl na čtvrté místo v La Lize a střetl se s Osasunou Pamplona o trofej z Copa del Rey. Autory gólů se stali útočníci Ricardo Oliveira s Danim a Betis zvítězil 2:1 a podruhé triumfoval v národním poháru.
Umístění z předchozí sezóny se rovnalo účasti ve 3. předkole Ligy mistrů, ve kterém Andalusané vyřadili AS Monaco. Náročná sezóna vyžadovala posílení kádru a proto přišli střední záložník Alberto Rivera a křídelní útočník Xisco.
Z osudí byly po boku Betisu vytaženy anglické týmy Chelsea a Liverpool a k nim belgický Anderlecht. První domácí zápas navzdory kontaktnímu gólu Arzua dopadl porážkou 1:2 s Liverpoolem.
Později doma Betis porazil Chelsea, ale v konkurenci anglických velkoklubů to stačilo jen na třetí místo. Následně si na jaře zahrál Pohár UEFA a svoji cestu zakončil v osmifinále.
Betisu se postupně přestalo v lize dařit, další rok se s obtížemi zachraňoval a trenér Serra odešel, neboť mu nebyl prodloužen kontrakt.
V únoru 2007, to ještě Serra trénoval, se Betis střetl ve čtvrtfinále španělského poháru se svým úhlavním rivalem, FC Sevillou. Domácí odvetu na Estadio Benito Villamarín gólově otevřel soupeř, načež se někteří vášniví diváci rozhodli hodit na hřiště skleněné lahve, z nichž jedna trefila trenéra Sevilly Juanda Ramose, předtím trenéra Betisu. Ramos skončil v nemocnici a zápas byl přerušen a posléze odložen. Pozdější dohrávku zvládla FC Sevilla, Betis navíc příští tři domácí zápasy odehrál mimo domácí stánek.
Mimo to v roce 2007 opustily Betis opory Joaquín a Ricardo Oliveira.
Úpadek doprovázela aféra okolo hlavního muže, samotného Lopery. Toho soudy obvinily ze zpronevěry a novým klubovým šéfem se stal bývalý fotbalista Betisu Rafael Gordillo.
V sezóně 2008/09 se tým umístil na 18. pozici a sestoupil do Segunda División. Vybojovat si cestu zpět se Betisu podařilo až napodruhé, v sezóně 2011/12 byl zpět v elitní lize.

### Sezóny 2019/20 a 2020/21
Výsledky v sezóně 2019/20 stály v jejím průběhu místo trenéra Rubiho, kterého dočasně nahradil sportovní koordinátor Alexis Trujillo.
Tým skončil až na 15. příčce, u záchrany v nejvyšší soutěži byl navrátivší se křídelní útočník a kapitán, 39letý Joaquín.
Novým trenérem se stal zkušený Manuel Pellegrini, se kterým v úvodu sezóny 2020/01 vybojoval Betis tři výhry v pěti počátečních kolech.
Přes těžký los se tým držel v horní polovině tabulky i v 9. kole. V sezóně 2024/25 dovedl Real Betis do finále Konferenční ligy UEFA, kde se Real Betis utkal s anglickou Chelsea FC. I přes to, že Real Betis vedl 1:0 nakonec prohrál 1:4.

## Rivalita
Sevillské derby (Derbi sevillano) je souboj Betisu a FC Sevilla. Zatímco pro Betis jsou typickými barvami zelená a bílá, pro FC Sevillu jsou to bílá a červená. Vůbec první utkání se mělo odehrát buď v říjnu 1914 (FC Sevilla – Betis 3:0) nebo v lednu 1915 (Betis – FC Sevilla 1:0).
Roku 1918 se týmy utkaly v poháru Copa de Andalucia a Betis utrpěl vysokou porážku 0:22. Betis do utkání nasadil juniory jako protest proti rozhodnutí povolat do kasáren jeho dva nejlepší hráče Juana Artolu a Josého Candu.
V roce 1943 muselo mužstvo Los Béticos skousnout porážku 0:4 od svého městského rivala. V roce 1945 se Betis z ekonomických důvodů uchýlil k prodeji hvězdného Francisca Antúneze sevillské konkurenci, ovšem reakce fanoušků přinutila prezidenta klubu prodej zastavit a celá věc se řešila soudně. Antúnez mezitím se svým novým týmem triumfoval v ligové sezóně 1945/46. Ačkoliv soud rozhodl, že se má Antúnez vrátit do Betisu, jeho původní zaměstnavatel si vrácení takových finančních prostředků nemohl dovolit a aby se vyhl bankrotu, musel nakonec k definitivnímu přestupu Antúneze svolit.
V roce 1980 zaznamenal Betis nad svým sevillským sokem vysokou výhru 4:0.
V ročníku 2004/05 se udál ojedinělý incident, kdy rozhodčí přiměl hostující fotbalisty Betisu převléknout dresy do druhé sady i přesto, že se oba týmy pravidelně střetávají ve svých tradičních barvách.
Ke trenérům, kteří vedli ve své kariéře obě mužstva, náleží Luis Aragonés, Antonio Barrios nebo Juande Ramos.

## Vyhrané domácí soutěže

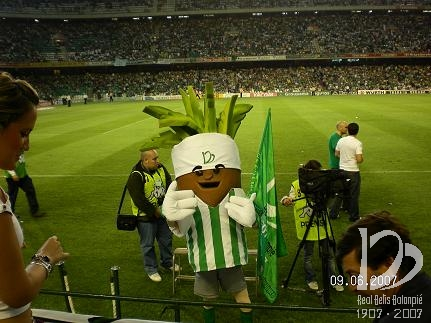
Maskot PALMERIN

- Primera División (1×): (1935)[2]
- Copa del Rey (3×) (1976/77, 2004/05, 2021/22)[2]

## Účast v evropských pohárech
| Ročník    | Soutěž              | Kolo            | Klub                  | Doma | Venku | Celkem         |
| --------- | ------------------- | --------------- | --------------------- | ---- | ----- | -------------- |
| 1977/1978 | Pohár vítězů pohárů | 1. kolo         | AC Milán              | 2:0  | 1:2   | 3:2            |
| 1977/1978 | Pohár vítězů pohárů | 2. kolo         | Lokomotiv Lipsko      | 2:1  | 1:1   | 3:2            |
| 1977/1978 | Pohár vítězů pohárů | Čtvrtfinále     | Dynamo Moskva         | 0:0  | 0:3   | 0:3            |
| 1982/1983 | Pohár UEFA          | 1. kolo         | Benfica Lisabon       | 1:2  | 1:2   | 2:4            |
| 1984/1985 | Pohár UEFA          | 1. kolo         | Universitatea Craiova | 1:0  | 0:1   | 1:1 (3:5 pen.) |
| 1995/1996 | Pohár UEFA          | 1. kolo         | Fenerbahçe            | 2:0  | 2:1   | 4:1            |
| 1995/1996 | Pohár UEFA          | 2. kolo         | Kaiserslautern        | 1:0  | 3:1   | 4:1            |
| 1995/1996 | Pohár UEFA          | 3. kolo         | Bordeaux              | 2:1  | 0:2   | 2:3            |
| 1997/1998 | Pohár vítězů pohárů | 1. kolo         | Budapešť VSC          | 2:0  | 2:0   | 4:0            |
| 1997/1998 | Pohár vítězů pohárů | 2. kolo         | FC Kodaň              | 2:0  | 1:1   | 3:1            |
| 1997/1998 | Pohár vítězů pohárů | Čtvrtfinále     | Chelsea               | 1:2  | 1:3   | 2:5            |
| 1998/1999 | Pohár UEFA          | 1. kolo         | Vejle                 | 5:0  | 0:1   | 5:1            |
| 1998/1999 | Pohár UEFA          | 2. kolo         | Willem II             | 3:0  | 1:1   | 4:1            |
| 1998/1999 | Pohár UEFA          | 3. kolo         | Bologna               | 1:0  | 1:4   | 2:4            |
| 2002/2003 | Pohár UEFA          | 1. kolo         | Zimbru Chișinău       | 2:1  | 2:0   | 4:1            |
| 2002/2003 | Pohár UEFA          | 2. kolo         | Viktoria Žižkov       | 3:0  | 1:0   | 4:0            |
| 2002/2003 | Pohár UEFA          | 3. kolo         | Auxerre               | 1:0  | 0:2   | 1:2            |
| 2005/2006 | Liga mistrů         | 3. předkolo     | AS Monaco             | 1:0  | 2:2   | 3:2            |
| 2005/2006 | Liga mistrů         | Skupina         | Liverpool             | 1:2  | 0:0   | 3. místo       |
| 2005/2006 | Liga mistrů         | Skupina         | Anderlecht            | 0:1  | 1:0   | 3. místo       |
| 2005/2006 | Liga mistrů         | Skupina         | Chelsea               | 1:0  | 0:4   | 3. místo       |
| 2005/2006 | Pohár UEFA          | Šestnáctifinále | AZ Alkmaar            | 2:0  | 1:2   | 3:2pp          |
| 2005/2006 | Pohár UEFA          | Osmifinále      | Steaua Bukurešť       | 0:3  | 0:0   | 0:3            |
| 2013/2014 | Evropská liga UEFA  | Play-off        | Jablonec              | 6:0  | 2:1   | 8:1            |
| 2013/2014 | Evropská liga UEFA  | Skupina         | Lyon                  | 0:0  | 0:1   | 2. místo       |
| 2013/2014 | Evropská liga UEFA  | Skupina         | Vitória Guimarães     | 1:0  | 1:0   | 2. místo       |
| 2013/2014 | Evropská liga UEFA  | Skupina         | Rijeka                | 0:0  | 1:1   | 2. místo       |
| 2013/2014 | Evropská liga UEFA  | Šestnáctifinále | Rubin Kazaň           | 1:1  | 2:0   | 3:1            |
| 2013/2014 | Evropská liga UEFA  | Osmifinále      | Sevilla FC            | 0:2  | 2:0   | 2:2 (3:4 pen.) |
| 2018/2019 | Evropská liga UEFA  | Skupina         | Olympiakos            | 1:0  | 0:0   | 1. místo       |
| 2018/2019 | Evropská liga UEFA  | Skupina         | F91 Dudelange         | 3:0  | 0:0   | 1. místo       |
| 2018/2019 | Evropská liga UEFA  | Skupina         | AC Milán              | 1:1  | 2:1   | 1. místo       |
| 2018/2019 | Evropská liga UEFA  | Šestnáctifinále | Rennais               | 1:3  | 3:3   | 4:6            |